# Vezikulární stomatitida

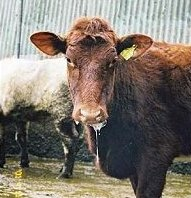
Slinotok u krávy s vezikulární stomatitidou

Vezikulární stomatitida (latinsky stomatitis vesicularis) je akutně probíhající virové onemocnění zvířat. Přirozeně vnímavý je skot, ovce, prase a kůň. Nákaza je přenosná i na člověka. Infekce je charakterizována přítomností vezikul a erozí v dutině ústní, případně na kůži vemene, na mulci. Původcem je RNA virus z čeledi Rhabdoviridae. Nákaza se vyskytuje v tropických a subtropických oblastech, převážně na americkém kontinentu. Nemoc se krom přímého kontaktu přenáší rovněž krev sajícím hmyzem.